# Зальцбургский монах
Зальцбургский монах (нем. Mönch von Salzburg; расцвет деятельности — вторая половина XIV века) — немецкий или австрийский поэт и композитор. Работал при дворе зальцбургского архиепископа Пилигрима фон Пуххайма (годы епископата 1365-96).

## Краткий обзор жизни и творчества
Подлинное имя поэта-композитора неизвестно. В рукописях его называют «бенедиктинцем Германом», «мастером Гансом, доминиканцем», «Иоганном из Мюнхена», «Якобом из Мюльдорфа», «Петром Саксонским» и т.д. Важнейшее рукописное собрание песен Зальцбургского монаха носит название Песенника Мондзее в Вене (Mondsee-Wiener-Liederhandschrift, XV век), ныне хранящегося в Австрийской национальной библиотеке.
В наследии Зальцбургского монаха 49 духовных и 57 светских песен (сохранились и стихи и музыка). Светская лирика охватывает различные жанры: альбы («Taghorn», «Nachthorn» и др.), любовно-лирические (в том числе традиционной куртуазной тематики как, например, «Rosenlied»), застольные, наконец, один лейх. Новаторство Зальцбургского монаха как поэта заключается в том, что все его песни (включая католические гимны и секвенции) были написаны не на латыни, а на ранненововерхненемецком языке.
Большое количество музыки Зальцбургского монаха по обычаю, широко практиковавшемуся у миннезингеров и мейстерзингеров, представляет собой контрафактуру известных ранее песен. Например, его рождественская песня (которую в Германии поют до сих пор) «Josef, lieber neve mein»,— контрафактура кэрол «Resonet in laudibus». Вместе с тем, многие песни содержат оригинальную музыку Зальцбургского монаха, в том числе, первые нотированные образцы полифонической музыки с немецким текстом. Среди них «Pumhart» и Канон св. Мартину (Martincanon) — первый в истории образец трёхголосного канона на немецком языке. О рецепции Зальцбургского монаха в XV веке свидетельствует важнейший документ эпохи – Буксхаймская органная книга.

## Список духовных песен

### Адвент и Рождество
- Maria, keusche muter zart
- Vor anegeng der sunne klar
- Josef, lieber neve mein[3]
- Mein trost, Maria, raine mait
- Besniten wirdigkleichen
- Eia herre got, was mag das gesein

### От Богоявления до Великого поста
- Ave, meres sterne
- Maria pis gegrüsset
- Des menschen liebhaber
- Do got in dem throne sas
- Maidleich pluem, der jungkfrawn kron
- Von unnser vrawen mitleiden

### Страстная неделя и Пасха
- Die nacht wirt schir des himels gast
- Maria stuend mit swidem smerzen
- Eia der grossen liebe
- Kunig Christe, macher aller ding
- Heiligs kreuz, ein paum gar aine
- Schepher und weiser pist
- Sälig sei der selden zeit
- Aller werlde gelegenhait
- Sig und säld ist zu bedewten
- Christus erstuend mit siges van
- Grüest seist, heiliger tag
- Kum hochfeierliche zeit
- Kum senfter trost heiliger geist
- Kum her schepher heiliger geist
- Kum heiliger geist

### От Троицы до окончания церковного года
- Herr, got allmechtig, drei person
- Git in drivaldikait ainvalt
- In gotes namen
- Ave, lebendes oblat
- Lobt all zungen des ernreichen
- Lob, o Sion, deinen hailer
- Das hell aufklimmen deiner diener stimmen
- Uns kunden all zwelf poten gar
- Muter guter sach die pest
- Wir süllen loben all die raine
- Magd hochgeporen
- Freu dich Sion, das augangen

### Богородичные
- Ave, Balsams Creatur
- Pluom gezartet, ros an doren
- Richer schatz der höchsten freuden
- Ave, grüest pist, magtleich from
- Ich gruss dich gerne
- Salve grüest pist, mueter hailes
- Got grüeß dich, meuter unsers herren
- O Maria pia[4]

### Прочие
- Allmächtig got herr Jesu Christ
- Christe du bis liecht und der tag
- O du selige drifaltikait

## Список светских песен (выборка)
- Pylgreim Erczpischof legat [5]
- Martincanon (Martein, lieber herre, ain radel von drein stymmen; трёхголосный бесконечный канон, «рота»)
- Taghorn (альба)
- Das nachthorn (альба)
- Dy trumpet (альба)
- Ain enpfahen (альба)
- Das Kühhorn (альба)
- Rosenlied
- Pumhart (для 2 голосов)
- Ich han in ainem garten gesehen
- Was ich hewer das iar anvach
- Der tewfel und ain klaffent schalkch
- Vil maniger gewd von sweigen sich
- In aller werlt mein liebster hort
- Wolauf lieben gesellen unverzeit - Seyt willekumen her Mertein
- Der herbst mit süessen trawben
- Ich klag dir traut gesell
- Dem allerlibsten schönsten weib
- Trawt allerliebstes frewlein czart
- Ich het czu hannt geloket mir
- Mein traut gesell
- Pelangen ist ain pitter smerz
- West du es recht, liebs frewlein zart
- Ein czärtleich, liepleich angesicht
- Von unser frawen: Wir süllen loben all dy raine
- Hab aller czweifel aynen nicht
- Wenn ich betracht die gueten nacht
- O vasenacht
- O wie lieb jungkfrewlich gelimph
- Phuech, ruemer, lugner, klaffer
- Ein blüemlein in sechs art getailt

## Издания сочинений
- Die Mondsee-Wiener Liederhandschrift und der Mönch von Salzburg, hrsg. v. F.A. Mayer und H. Rietsch. Berlin, 1896 (стихи и музыка светских песен Зальцбургского монаха)
- Mondsee-Wiener Liederhandschrift, hrsg. v. H. Heger // Codices selecti, 19. Graz, 1968 (факсимильное издание фрагментов песенника из Мондзее).
- Der Mönch von Salzburg: Auswahlausgabe mit Übersetzungen und Melodien, hrsg. v. F. Spechtler und M. Korth. München, 1980 (издание избранных стихов и музыки Зальцбургского монаха, с переводами на современный немецкий язык)
- Der Mönch von Salzburg: die weltliche Dichtung, hrsg. v.  C.W. Aigner u. F.V. Spechtler. Salzburg: O. Müller, 1995. 247 SS. (тексты)
- Der Mönch von Salzburg: die Melodien zu sämtlichen geistlichen und weltlichen Liedern, hrsg. v. Hans Waechter. Göppingen: Kümmerle, 2004. 407 SS. (преимущественно ноты)
- Die geistlichen Lieder des Mönchs von Salzburg: unter besonderer Berücksichtigung der Melodien, hrsg. v. Hans Waechter. Göppingen: Kümmerle, 2005. 277 S.

## Дискография
- Mönch von Salzburg. Weltliche Lieder / Ensemble für frühe Musik Augsburg (Christophorus CHR 77176 Архивная копия от 13 марта 2016 на Wayback Machine; запись 1995)
- Mönch von Salzburg. Lieder / Paul Hofhaimer Consort Salzburg (Arte Nova 74321-37-316-2 Архивная копия от 12 марта 2016 на Wayback Machine; запись 1996)